# Ateliers du Plateau des Capucins
Les Ateliers des Capucins sont des bâtiments de l’Arsenal de Brest, en Bretagne, construits au XIXe siècle. Rétrocédés à la Ville en 2009, ils sont reconvertis en centre culturel et commercial au sein du quartier des Capucins et desservis par le premier téléphérique urbain de France.

## Du couvent aux Ateliers
Le plateau des Capucins doit son nom aux religieux de l'ordre des Frères mineurs capucins, déjà présents à Recouvrance depuis 1672. C'est en 1692 que ces derniers ont l'autorisation de construire un couvent et une église sur le site. Vauban fait poser la première pierre en 1695.
Le couvent est transformé en hôpital lors d'une épidémie de typhus en 1757-1758, et une deuxième fois lors d'une autre épidémie en 1779. La Révolution française dissout la communauté religieuse en 1791. Un décret de 12 mars 1791 attribue édifices et terrain à la Marine.
En 1801, la Marine transforme le couvent en casernement pour loger les compagnies d'apprentis canonniers.
La construction des Ateliers des Capucins, sur l’emplacement libéré par la destruction du couvent, est décidée par la monarchie de Juillet afin de répondre aux besoins de construction de nouvelles machines propulsives.
En 1840 le pavillon de la chaudronnerie est bâti près de l'atelier des forges. L'atelier de montage forme alors une dépendance de l'atelier de chaudronnerie. Des travaux de construction et d'agrandissement s'étalent de 1841 à 1865. Ils ajoutent l'atelier de fonderie, l'atelier d'ajustage, l'atelier de montage et l'atelier pour la confection et le montage des chaudières.
Finalement, l’ensemble est composé de trois grandes halles parallèles d'une largeur de 16 mètres environ et d'une longueur de 150 mètres, orientées sud-ouest, nord-est. Elles sont reliées entre-elles par des bâtiments moins élevés appelés « annexes » et perpendiculaires aux grandes halles. L'ensemble de ces ateliers couvre une superficie de deux hectares et demi.
Au nord du plateau, le môle dit « du viaduc », édifié de 1848 à 1857 sur les plans de Menu du Mesnil, est un imposant édifice en pierres de taille traversé par une arche en plein cintre de 30 mètres de diamètre. Le viaduc était surmonté par la grue "révolver", nommée en raison de sa forme. Mue à la vapeur, roulant sur des rails, elle pesait près de 400 tonnes et soulevait des charges de 80 tonnes.
Durant la Seconde Guerre mondiale, les ateliers sont gravement endommagés par les bombardements qui détruisent Brest. Seuls les murs en pierre de taille sont restés debout. La reconstruction respecte le parti architectural du XIXe siècle, mais intègre désormais le béton armé. Les travaux durent de 1946 à 1953, ce qui n’empêche pas les ateliers de fonctionner pendant cette période, au début à ciel ouvert.
À partir des années 1980, l’activité de l’Arsenal de Brest décline progressivement jusqu’au point où la Marine décide de céder les ateliers.

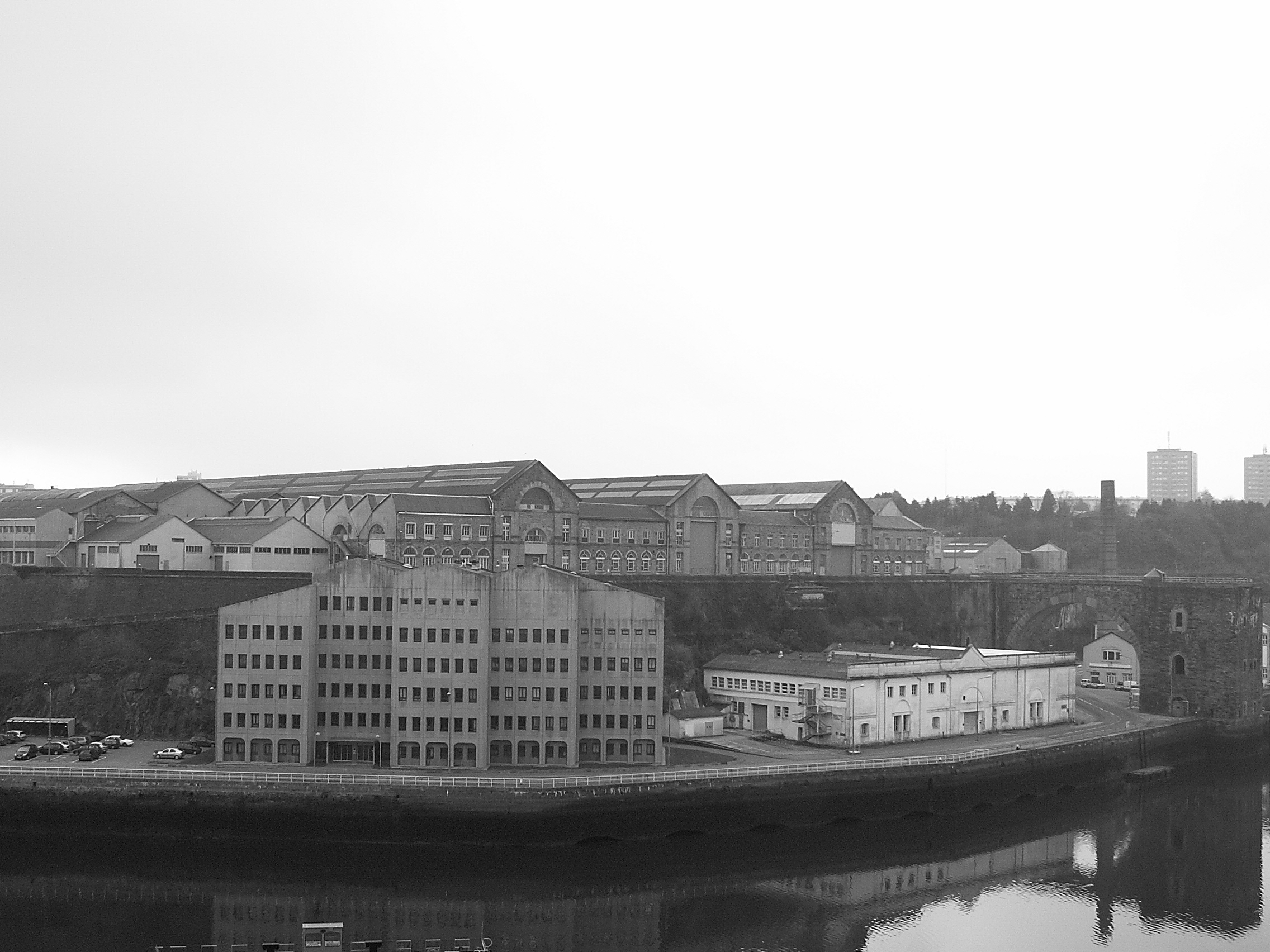
Les ateliers en 2006.
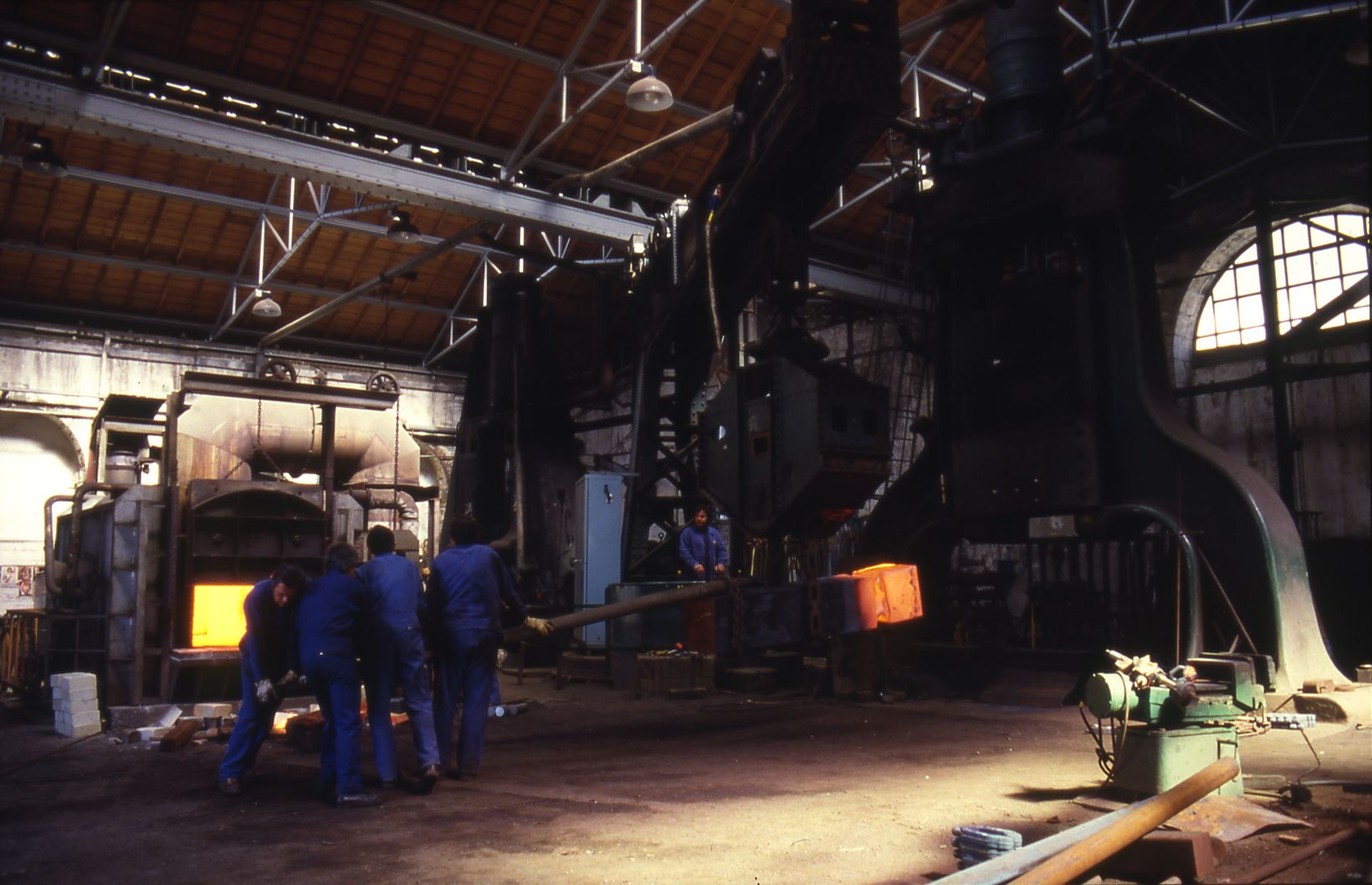
Le marteau-pilon mis en service en 1867 (photo de 1986).
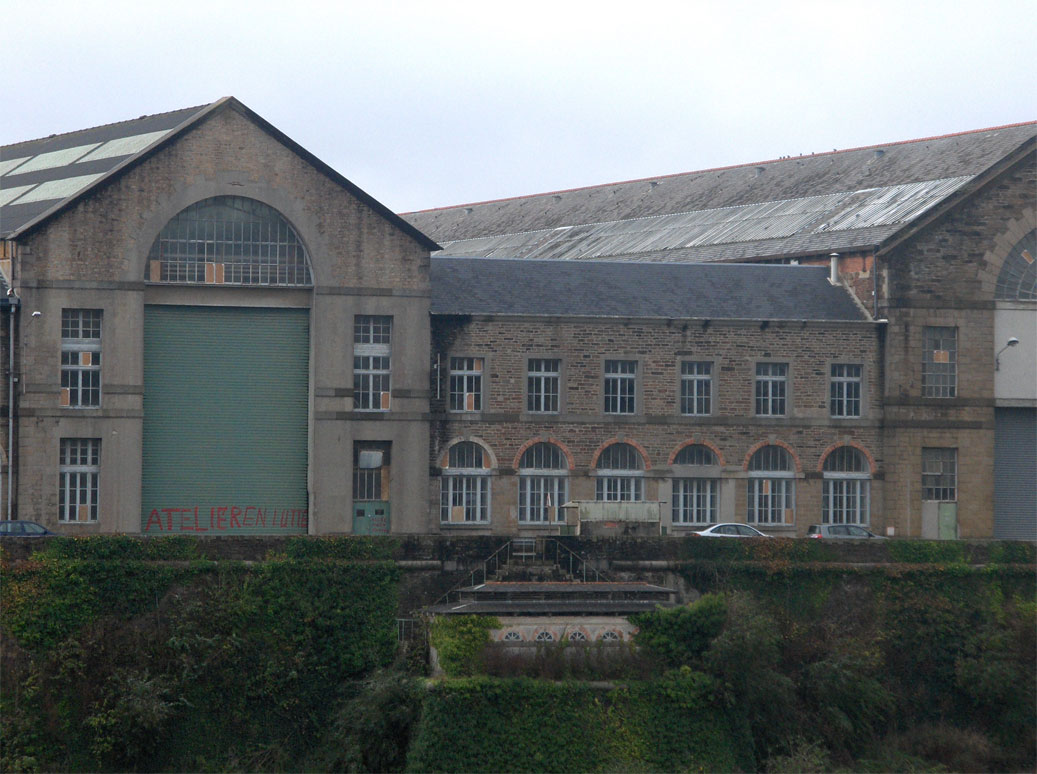
Vue sur les ateliers du plateau des Capucins depuis la rive gauche de la Penfeld. Les inscriptions témoignent des derniers combats menés par les ouvriers avant la fermeture du site.
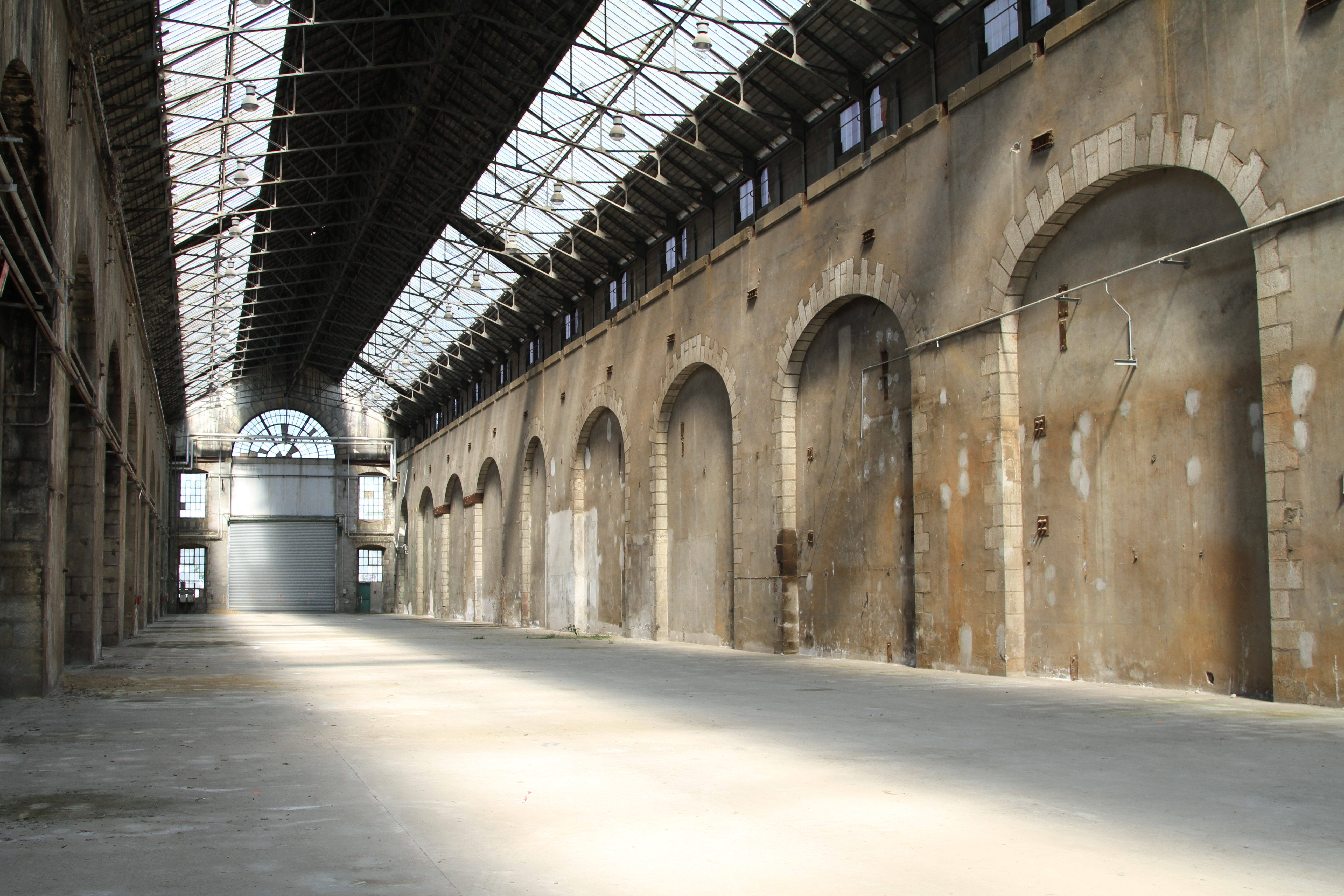
Les ateliers des Capucins avant les travaux d’aménagement.

Logo (2016-2019).

En 2009, la Marine cède le plateau des Capucins à la Ville de Brest pour un montant de deux millions d’euros. La municipalité a profité de cette opportunité pour créer un nouveau quartier et transformer les ateliers en un vaste lieu culturel et commercial.

## La médiathèque
La médiathèque François-Mitterrand - Les Capucins, située dans l’une des nefs des Ateliers des Capucins, a été inaugurée en 2017. Il s'agit de la plus grande médiathèque du Grand Ouest français : 120 000 documents en libre accès et 350 000 en réserve, 900 places assises, un auditorium de 195 places et un hall d’exposition de 175 m2.

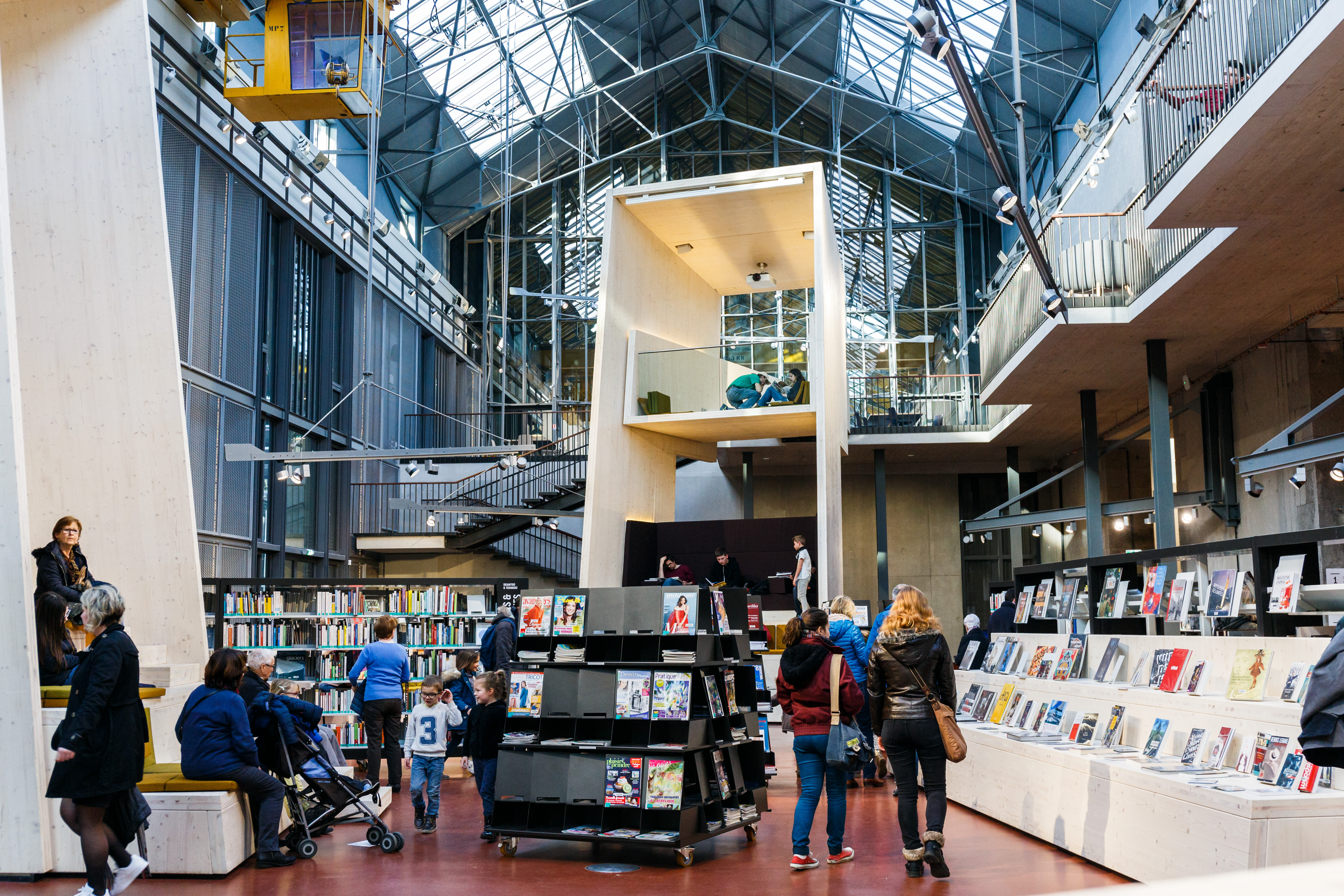
L'intérieur après travaux.
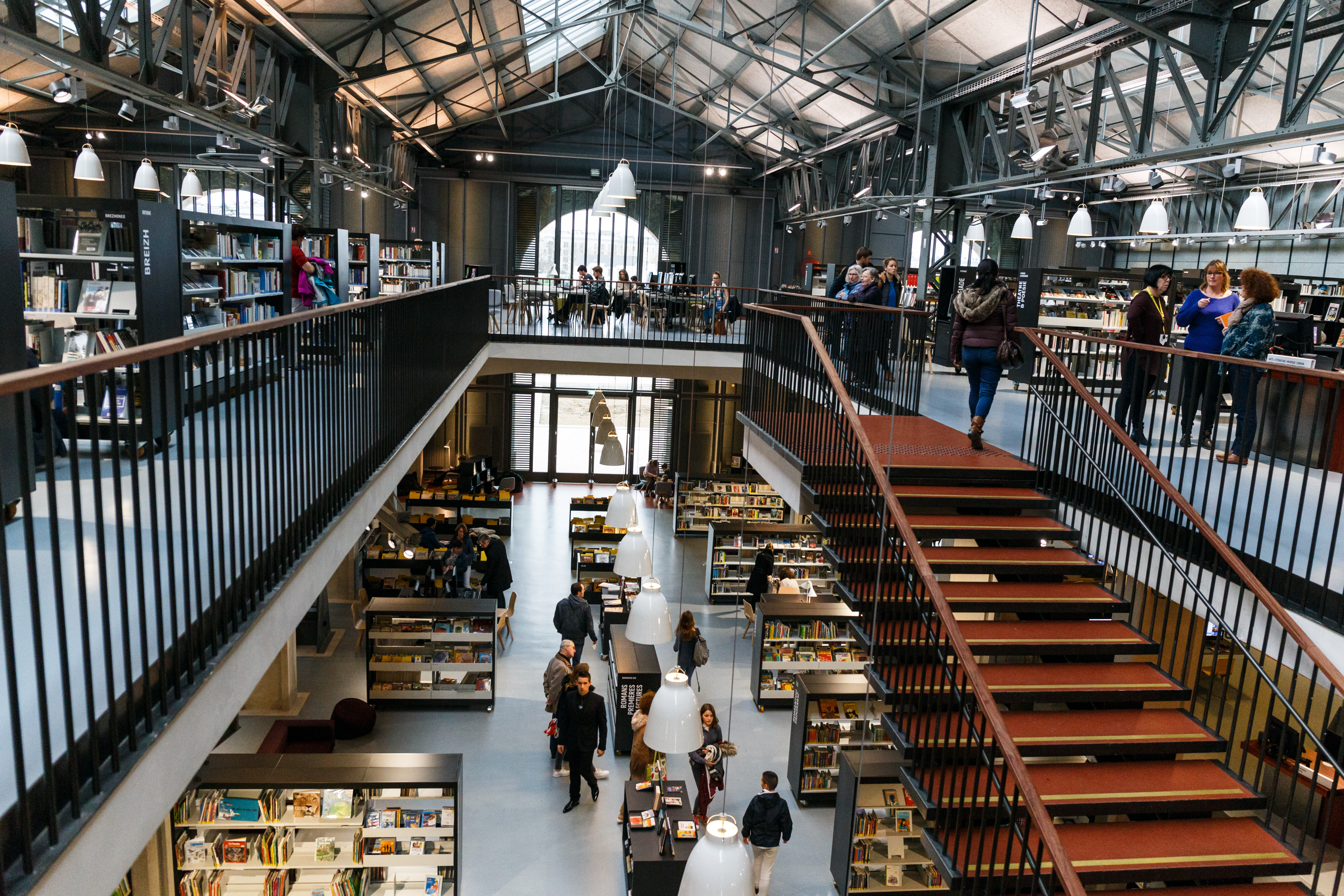
Premier étage côté ouest.
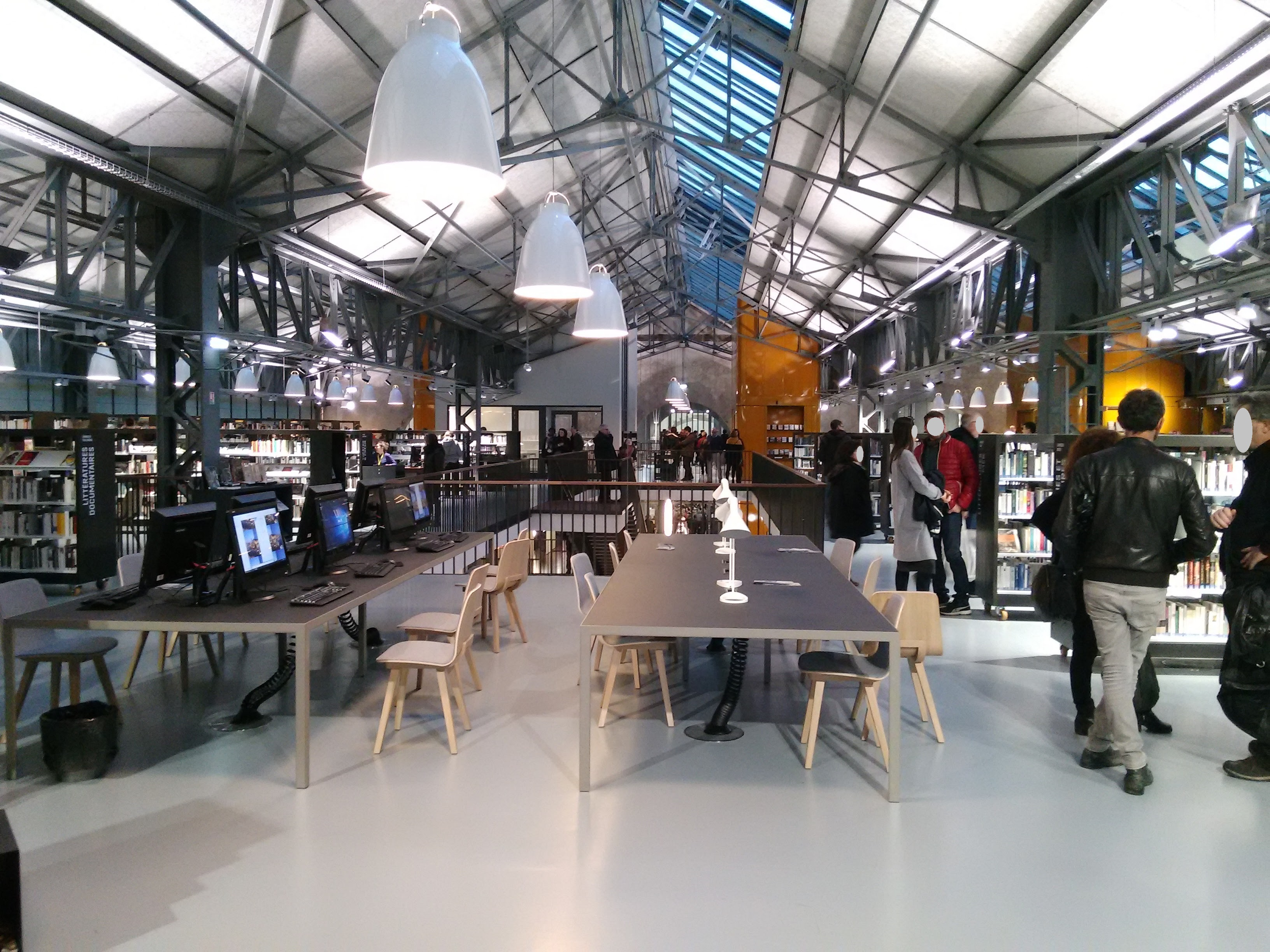
Premier étage côté est.

## Les autres équipements

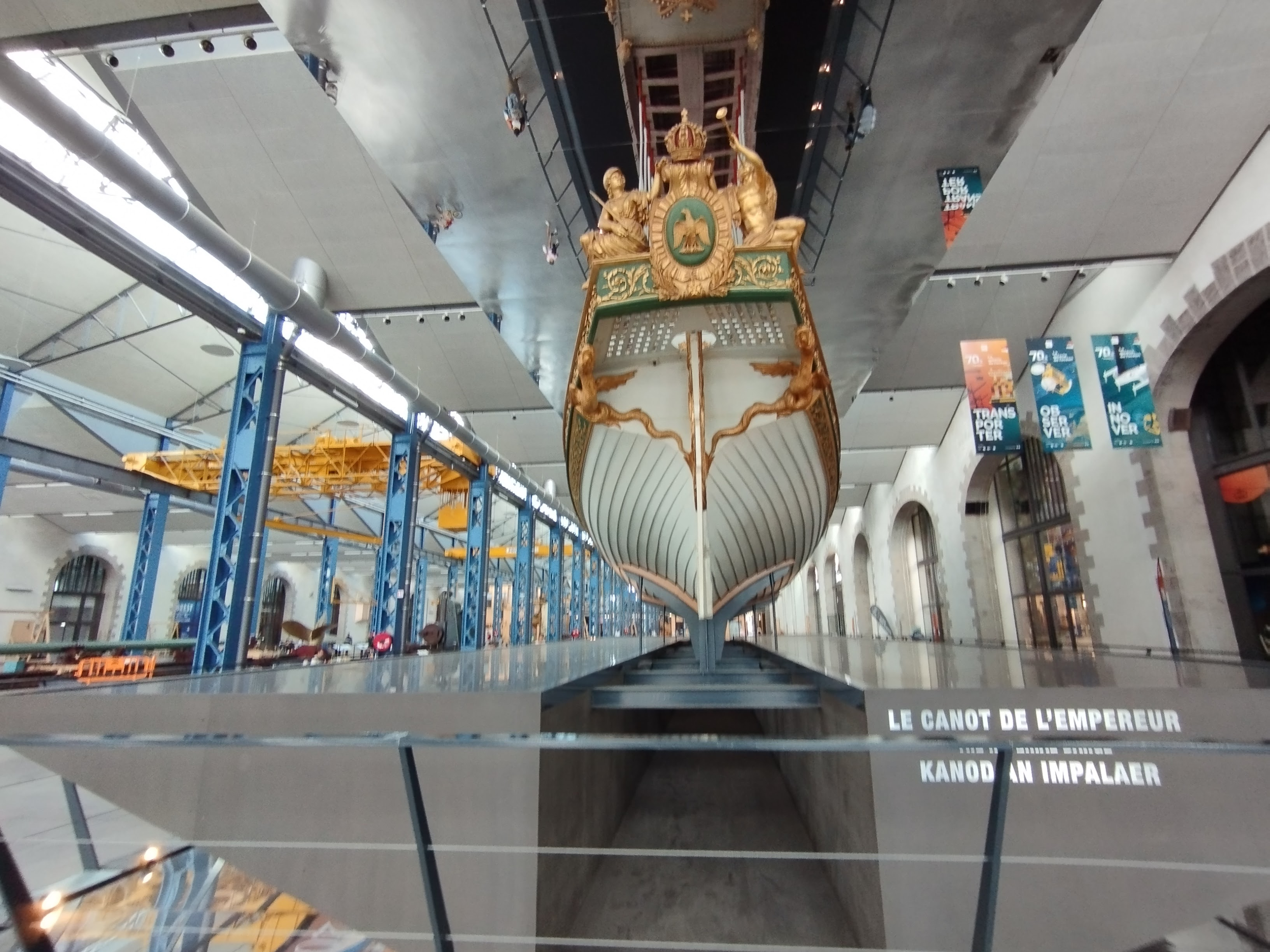
Le Canot de l'Empereur exposé dans la Salle des Machines de l'Atelier des Capucins à Brest.

La surface couverte par les ateliers est imposante : 160 m de côté, trois nefs monumentales, 200 baies vitrées, 3 000 à 5 000 m2 de locaux commerciaux et services. La « place des machines », au centre de l'édifice, représente la plus grande halle couverte d'Europe avec ses 10 000 m2 de surface.
En 2018, le canot impérial de Napoléon, construit en 1810, fait son retour à Brest afin d'être exposé aux ateliers des Capucins. Depuis 1943 et la Seconde Guerre mondiale, il constituait la plus grande pièce du musée national de la Marine à Paris.
Une hélice du porte-hélicoptères Jeanne d'Arc est aussi exposée.
Outre la médiathèque, les ateliers accueillent :
- des commerces (Les Curiosités de Dialogues, Lalibee Créations, Le Quai des Maroquiniers, Les Insolites) ;
- des centres sportifs et de loisirs (escalade avec Climb'Up, yoga avec La Bulle et réalité virtuelle avec Illucity) ;
- des bars, restaurants et salons de thé (La Fabrik 1801, La Brûlerie du Léon, En bières inconnues, Le p'tit Lipouz, Ludibar) ;
- un cinéma Pathé de cinq salles, appelé Pathé Capucins[4] ;
- un théâtre de 150 places, baptisé La Comédie du Finistère ;
- le 70.8 by Océanopolis, le pôle des excellences maritimes[5] ;
- Le Fourneau, le Centre national des arts de la rue et de l'espace public brestois (emménagement prévu en 2025) ;
- un espace de cotravail (We Art Minds), un incubateur d'entreprises (Village by CA) et les locaux de la French Tech Brest Bretagne Ouest (Le Totem) ;
- les bureaux de l'antenne locale du cabinet de conseil Accenture[6].

## La gare du téléphérique
Mis en fonctionnement à la fin de 2016, le téléphérique de Brest relie directement le centre de Brest (station "Jean Moulin", près du bas de la rue de Siam) à la station "Ateliers" implantée à l’intérieur des Ateliers des Capucins. Cet accès direct contribue fortement à la fréquentation des Ateliers des Capucins.
Par ailleurs l'arrêt "Capucins" de la ligne de tramway dessert le plateau.

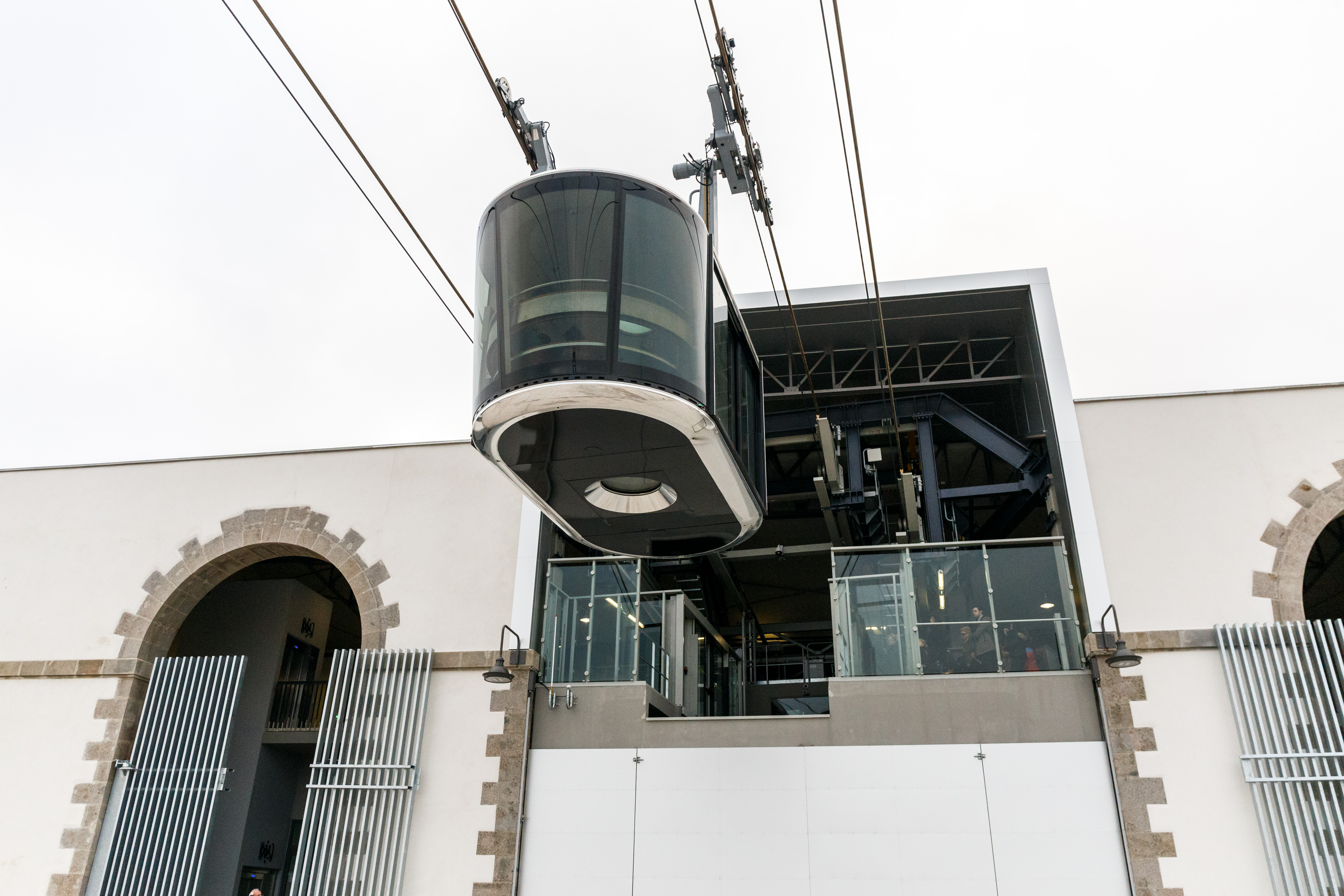
Le téléphérique au départ des Capucins
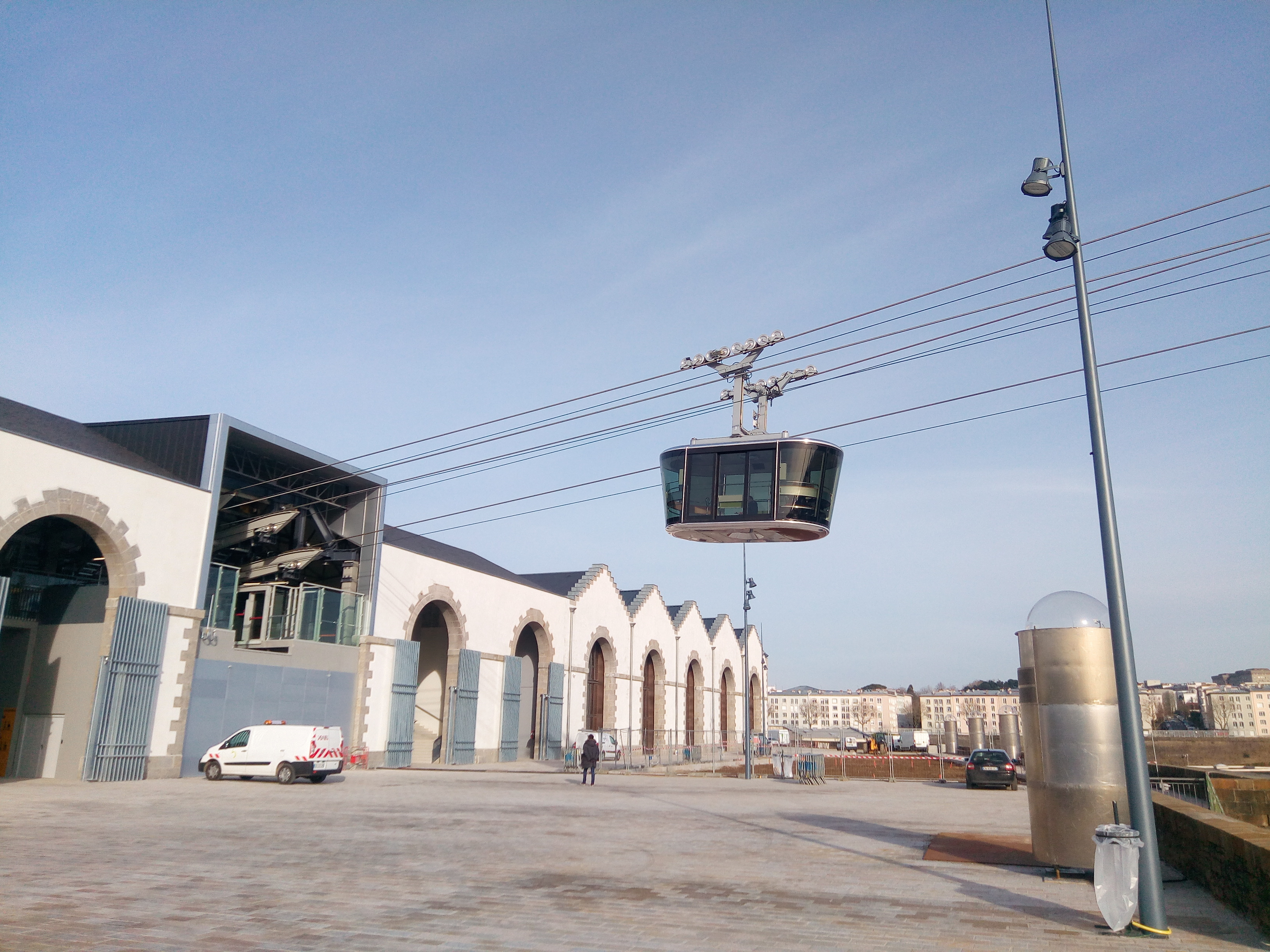
L’arrivée du téléphérique aux ateliers des Capucins
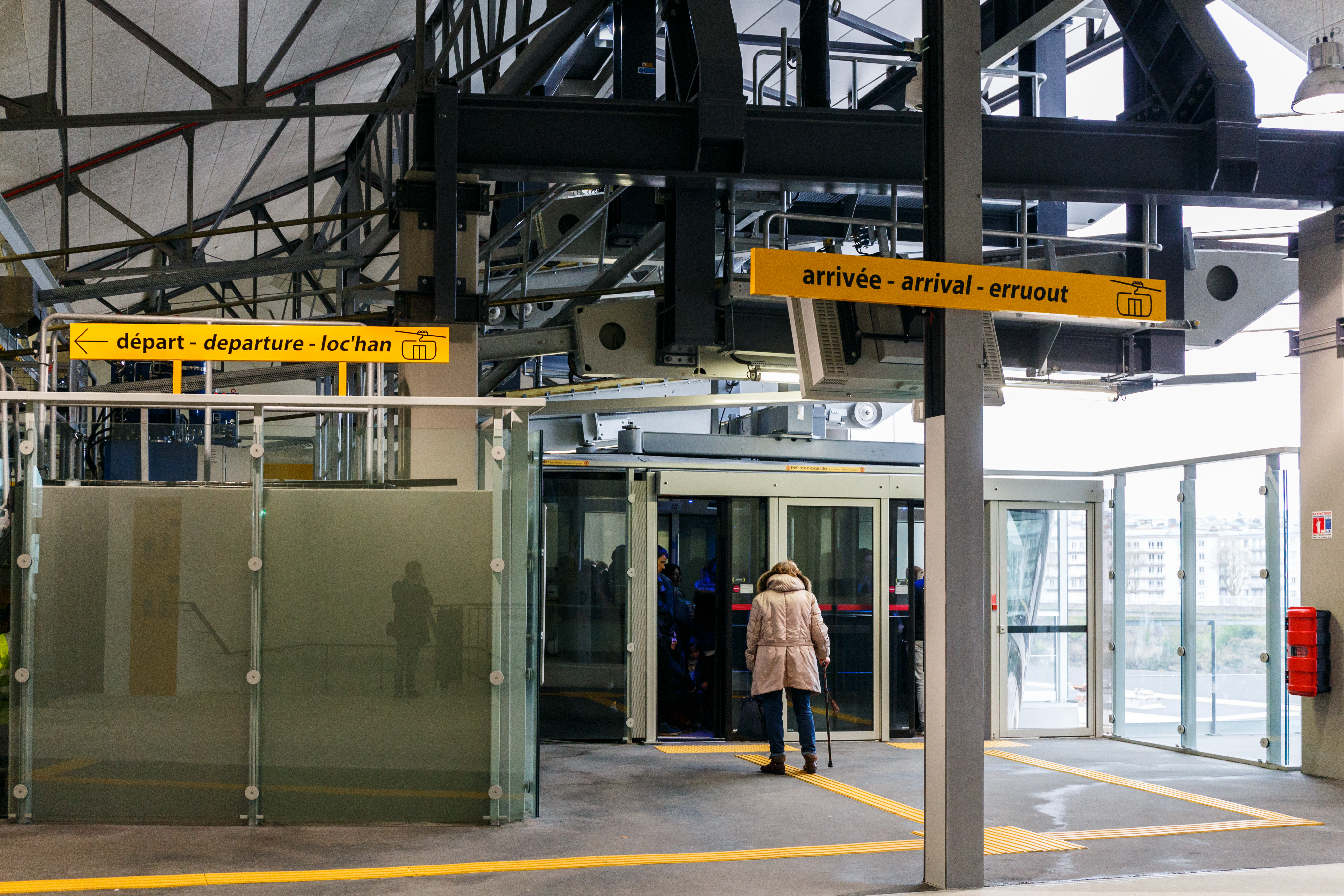
La gare du téléphérique aux ateliers des Capucins

## Événements
Le 16 février 2017, le président de la République française, François Hollande, et la ministre de la Culture, Audrey Azoulay, visitent la médiathèque et les ateliers des Capucins.
Du 12 au 14 janvier 2022, dans le cadre de la Présidence française du Conseil de l'Union européenne, les Ateliers des Capucins accueillent les ministres de la Défense et des Affaires étrangères des 27 États-membres de l'Union européenne.
En février 2022 s'y tient le One Ocean Summit.

## Le quartier des Capucins
Le plateau des Capucins attenant aux ateliers des Capucins est l’objet actuellement d’un vaste projet d’aménagement qui l’équipera de 600 logements et de 25 000 m2 de bureaux.
Une cité internationale est destinée à l’accueil de chercheurs et doctorants étrangers.

## Les bâtiments historiques proches
À proximité immédiate des ateliers des Capucins se trouvent deux sites chargés d’histoire : le Bâtiment aux Lions, construit en 1806 – 1807, est un pont-digue de 58 mètres de long. Son nom provient des dix têtes de lion en plomb qui font office de gargouilles. Il est classé monument historique depuis 2011.
La prison de Pontaniou est l'ancien centre de détention de l'arsenal de Brest. Construite entre 1809 et 1814, elle est conçue comme un bâtiment aux conditions exemplaires pour son époque. Convertie en maison d'arrêt civile après la Seconde Guerre mondiale, elle devient progressivement complètement inadaptée aux conditions de détention et est définitivement fermée en 1990.

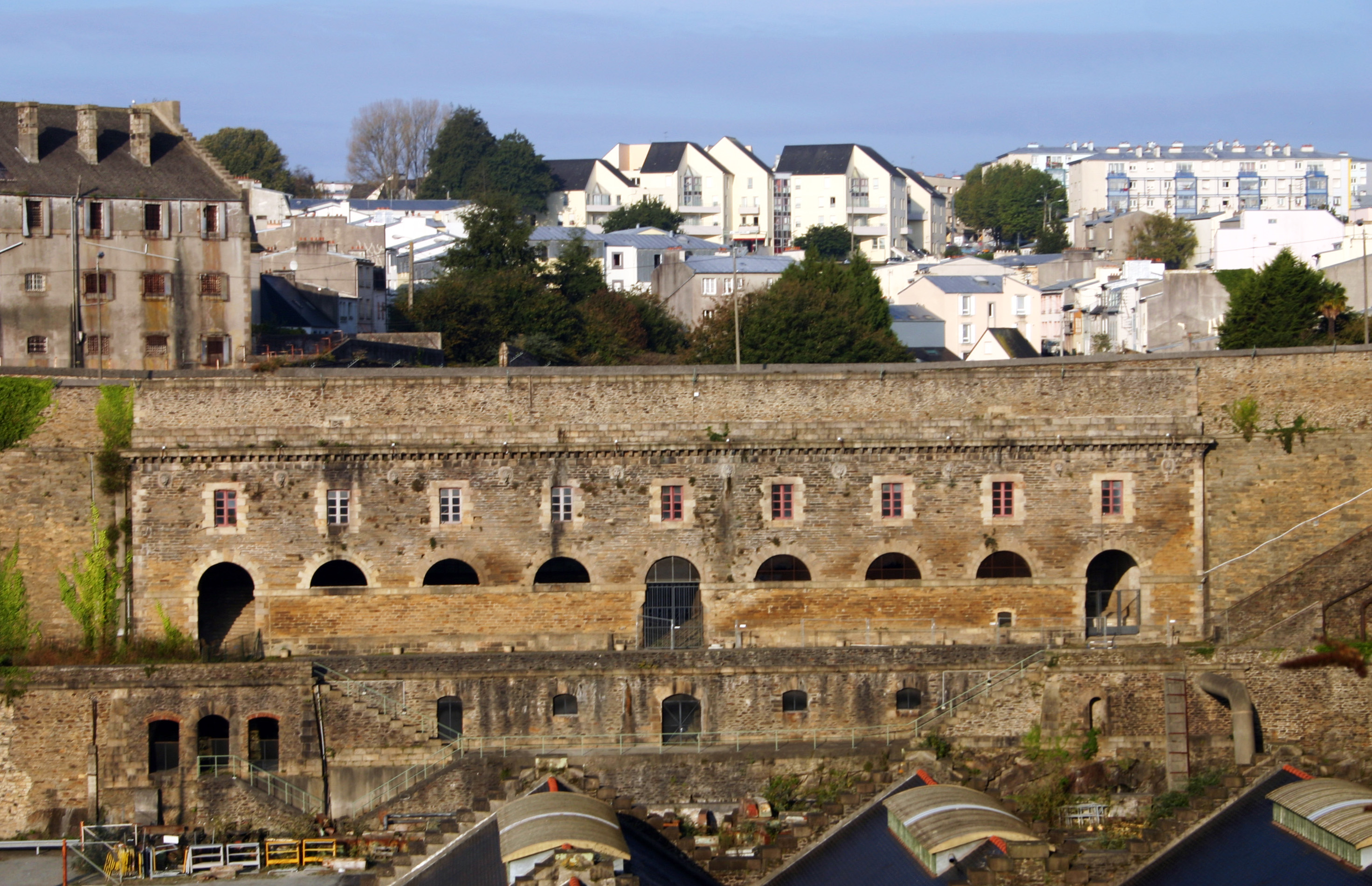
Le Bâtiment aux Lions.
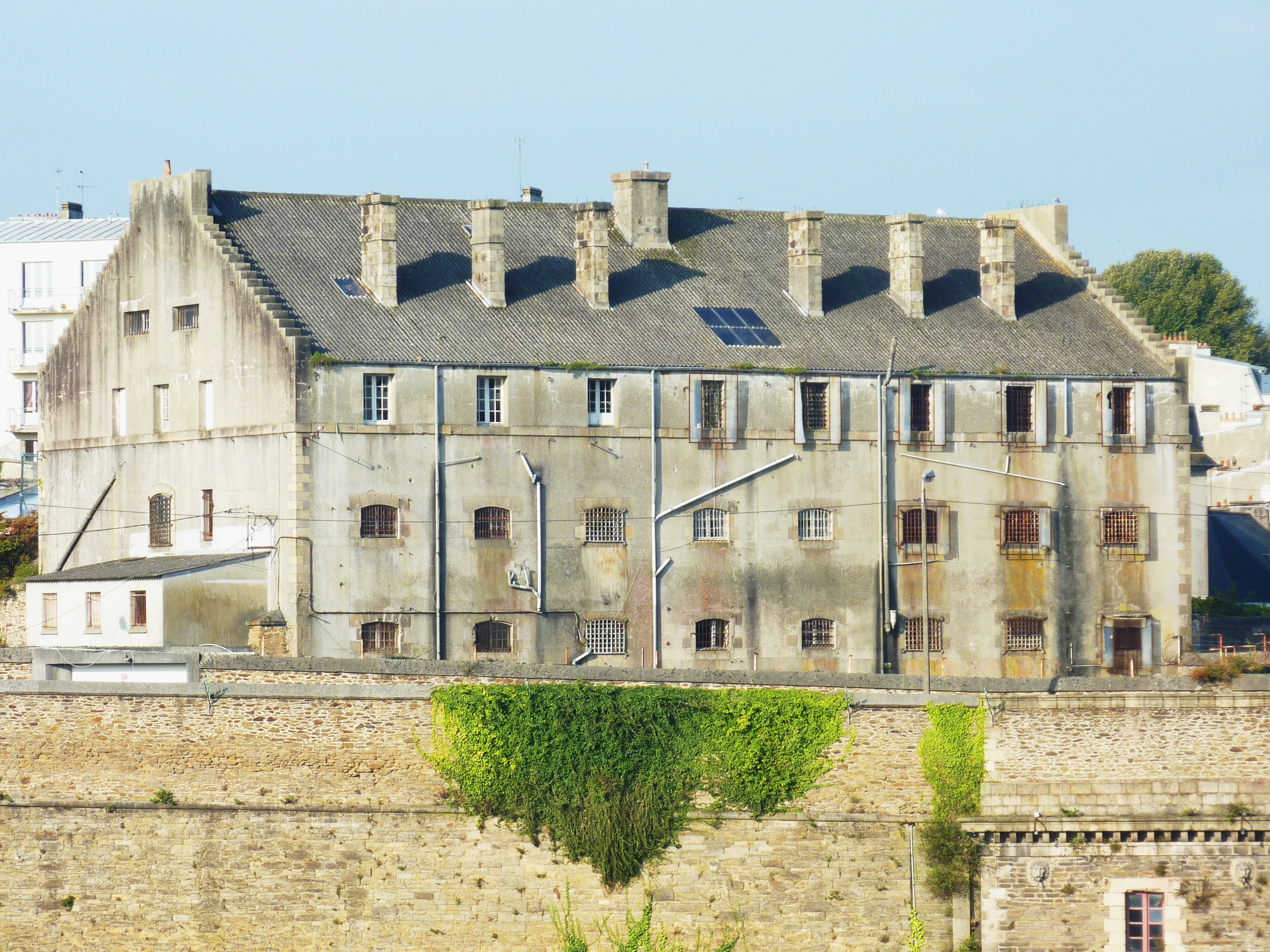
La prison de Pontaniou.